# Задача о двух конвертах

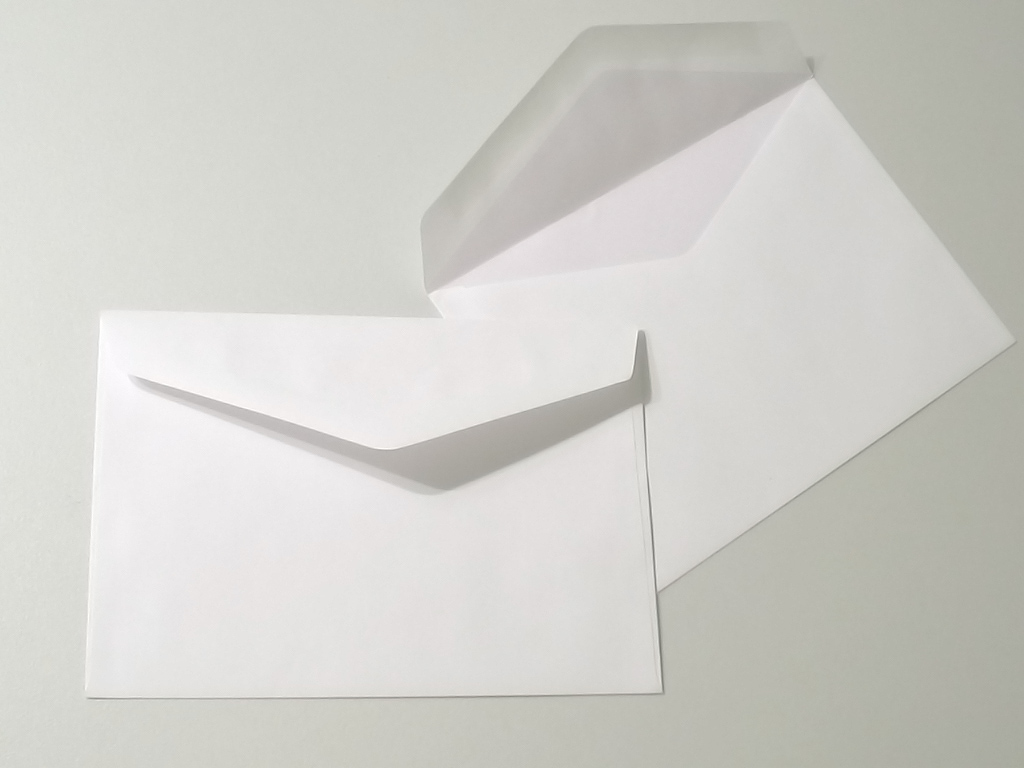

Задача о двух конвертах (Парадокс двух конвертов) — известный парадокс, демонстрирующий особенности субъективного восприятия теории вероятностей. В облике двух конвертов этот парадокс предстал в конце 1980-х годов, хотя в различных формулировках известен математикам с первой половины XX века.

## Формулировка
Есть два неразличимых конверта с деньгами. В одном находится сумма в два раза большая, чем во втором. Величина этой суммы неизвестна. Конверты дают двум игрокам. Каждый из них может открыть свой конверт и пересчитать в нём деньги. После этого игроки должны решить: стоит ли обменять свой конверт на чужой?
Оба игрока рассуждают следующим образом. Я вижу в своём конверте сумму {\displaystyle X}. В чужом конверте равновероятно может находиться {\displaystyle 2X} или {\displaystyle {\frac {X}{2}}}. Поэтому если я поменяю конверт, то у меня в среднем будет {\displaystyle {\frac {\left(2X+{\frac {X}{2}}\right)}{2}}={\frac {5}{4}}X}, то есть больше, чем сейчас. Значит, обмен выгоден.
Однако обмен не может быть выгоден обоим игрокам. Где в их рассуждениях кроется ошибка?

## История
В 1953 году бельгийский математик Морис Крайчик предложил похожую задачу на примере двух галстуков:

Каждый из двух лиц утверждает, что его галстук красивее. Чтобы решить спор, они обращаются к третейскому судье. Победитель должен подарить побеждённому свой галстук в утешение. Каждый из спорщиков рассуждает следующим образом: «Я знаю, сколько стоит мой галстук. Я могу проиграть его, но могу и выиграть более красивый галстук, поэтому в этом споре преимущество на моей стороне». Как может в одной игре с двумя участниками преимущество быть на стороне каждого из них?

Крайчик утверждает, что симметрия в игре существует, но предполагает неправомерность использования вероятности 1/2 при вычислении среднего дохода:

С точки зрения обоих участников спора игра симметрична и каждый имеет равную вероятность выиграть. Однако вероятность не является объективно данным фактом и зависит от знания условий задачи. В данном случае разумным является не пытаться оценивать вероятность.
Оригинальный текст (англ.)From the point of view of the contestants the conditions of the game are symmetrical, so each has a probability of one-half of winning. In reality, however, the probability is not an objectively given fact, but depends upon one's knowledge of the circumstances. In the present case it is wise not to try to estimate the probability.

Задача стала популярна благодаря Мартину Гарднеру, который описал её в 1982 году под названием «Чей кошелёк толще?».
Гарднер соглашается с Крайчиком и в том, что игра «честная» (симметричная), и в том, что игра не может быть одновременно выгодной обеим сторонам, а также в том, что рассуждения игроков кажутся сомнительными:

Может ли одна и та же игра «быть выгоднее» для каждого из двух партнёров? Ясно, что не может. Не возникает ли парадокс из-за того, что каждый игрок ошибочно полагает, будто его шансы на выигрыш и проигрыш равны?

Однако Гарднер отмечает также, что подробного математического разбора задачи Крайчиком не было сделано:

к сожалению, это ничего не говорит нам о том, где именно в рассуждениях двух игроков кроется ошибка. Как мы ни бились, нам так и не удалось найти простое и удовлетворительное решение парадокса Крайчика.

В дальнейшем задача принимала названия «парадокса двух шкатулок», «парадокса двух карманов», «парадокс обмена» и т. д.
Новый интерес к парадоксу возник после публикации Барри Нейлбуфом статьи с перечнем ряда парадоксов теории вероятностей в журнале Journal of Economic Perspectives.
После получения множества откликов на эту публикацию им была подготовлена вторая статья «Чужой конверт — всегда зеленее» (англ. The Other Person’s Envelope is Always Greener), посвящённая непосредственно задаче конвертов. В предложенной им формулировке имеется два конверта:

В один конверт помещается некоторая сумма денег, неизвестная для других, и этот конверт отдаётся Али. Затем скрытно подбрасывается монета. Если выпадает орёл, во второй конверт кладётся сумма в два раза большая, чем в первом. В противном случае во второй конверт кладётся сумма в два раза меньшая. Этот конверт отдаётся Бабе. Али и Баба могут открыть свои конверты, не сообщая один другому суммы, которые они там видят. После этого они могут (по обоюдному согласию) обменяться конвертами.
Предположим, что Али видит в своём конверте 10 долларов. Али предполагает, что в конверте у Бабы равновероятно могут находиться 5 долларов или 20 долларов. В этом случае обмен конвертами приносит Али 2,5 долларов (или 25 %). Аналогично Баба считает, что в конверте Али равновероятно находится сумма в два раза меньшая или большая, чем {\displaystyle x}, которая находится у него. Поэтому, в среднем, при обмене конвертов он получает {\displaystyle (-0{,}5x+x)/2=0{,}25x}. Таким образом, Баба также ожидает получить в среднем 25 % дохода по сравнению с суммой в своём конверте.
Однако это является парадоксальным. Обмен конвертами не может быть выгоден обоим участникам. Где ошибка в их рассуждениях?
Оригинальный текст (англ.)You have two envelopes. In one you place a hidden amount of money and give the envelope to Ali. Then you flip a hidden coin. If it comes up heads, you place twice the original amount of money in the second envelope. If it comes up tails, you put only half the original amount in the second envelope. You give this second envelope to Baba. So far, the contents of both envelopes are hidden, as is the outcome of the coin toss. Ali and Baba are allowed to look privately at the amount of money in their own envelopes. Then they are given an opportunity to trade envelopes if both agree. Suppose, for the sake of argument, that Ali finds $10.00 in her envelope. Ali reasons that Baba is equally likely to have $5.00 or $20.00. Trading envelopes gives her an expected gain of $2.50 (or 25 percent). Acting in a risk-neutral manner, she would want to switch. Now Baba looks inside his envelope. Whatever amount he finds (either $5.00 or $20.00), he too reasons that Ali is equally likely to have half or double his amount. The expectation is 0.5[0.5X + 2X] = 1.25X, so he too expects a 25 percent gain from switching envelopes. But this is paradoxical. The sum of the amount in both envelopes is whatever it is. Trading envelopes cannot make both participants better off. Yet, they both expect to make a 25 percent gain. Where did they go wrong?

Модификация Нейлбуфа условия задачи и предложенные им решения позволили многое прояснить по сути парадокса. Однако подбрасывание монетки после наполнения первого конверта заметно нарушало первоначальную симметрию капиталов игроков. При решении акцент смещался на доказательство неравноценности стартовых условий для Бабы по сравнению с Али. Поэтому в результате дальнейшей эволюции
из условия задачи исчезла монетка, с помощью которой у Нейлбуфа определялось содержимое второго конверта.
На сегодняшний день наиболее широко известна и вызывает наибольший интерес у математиков идеально симметричная постановка с внешне неразличимыми конвертами, содержащими меньшую и в два раза большую суммы, причём один из конвертов можно открыть прежде, чем начать рассуждение о выгодности обмена.

## Разрешение парадокса
С точки зрения Нейлбуфа, первое удовлетворительное объяснение его задачи дано Санди Забеллом в статье «Убытки и доходы: парадокс обмена»
.
Несколько переформулируя, Нейлбуф пишет:

Баба́ считает, что сумма, которую он видит, не имеет значения ввиду возможности того, что впоследствии в его конверте окажется бо́льшая сумма. Это значит, что Баба полагает, что вероятность того, что сумма в его конверте больше, составляет ½ независимо от увиденной суммы. Это верно, только если каждое значение от нуля до бесконечности равновероятно. Но если всё бесконечное число возможностей равновероятно, шанс каждого значения имеет нулевую вероятность. Тогда у каждого исхода нулевой шанс. А это нонсенс.
Оригинальный текст (англ.)Baba believes the amount he sees is uninformative with respect to the posterior probability his envelope contains the higher amount. That means that Baba believes that the probability his envelope contains the higher amount is ½ regardless of what amount he sees in the envelope. This is true only if every value, from zero to infinity, is equally likely. But if an infinite number of possibilities are all equally likely, the chance of any one outcome must be zero. Then every outcome has a zero chance, and this is nonsense.

Формальная аргументация
Обозначим через {\displaystyle f(x)} вероятность того, что в конверте Али находится сумма {\displaystyle x}. Когда Баба наблюдает в своём конверте сумму {\displaystyle X}, условная вероятность того, что Али в своём конверте имеет {\displaystyle 2X}, равна
{\displaystyle P(A=2X\mid B=X)={\frac {f(2X)}{f(X/2)+f(2X)}}.}
В формулировке задачи Баба считает, что эта вероятность равна ½ независимо от того, какую сумму {\displaystyle X} он видит в своём конверте. Поэтому {\displaystyle f(X/2)=f(2X)} для всех {\displaystyle X>0}.
Соответственно, {\displaystyle f(x)} должна быть постоянна на интервале от {\displaystyle 0} до бесконечности.
Однако такое допущение неправомерно: если вероятность положительна и постоянна на всей положительной полуоси, то её интеграл равен бесконечности, что невозможно. Итак, исходное предположение парадокса (равновероятность {\displaystyle X/2} и {\displaystyle 2X}) нереализуемо.
Решение парадокса в исходной формулировке
Обозначим сумму в конверте первого игрока через {\displaystyle \xi _{1}}, сумму в конверте второго игрока через {\displaystyle \xi _{2}}, а их отношение {\displaystyle \eta =\xi _{1}/\xi _{2}}. По условию задачи, {\displaystyle \eta } принимает значения 2 и ½ с вероятностями по ½, и таким образом {\displaystyle {\mathrm {M} }\eta =5/4}. То же самое можно сказать о распределении (а значит, и матожидании) обратной величины {\displaystyle 1/\eta =\xi _{2}/\xi _{1}}. О распределении случайных величин {\displaystyle \xi _{1}} и {\displaystyle \xi _{2}} нет никакой информации, кроме той, что их отношение {\displaystyle \eta } распределено по описанному закону. Игроки наблюдают в своих конвертах результаты одного испытания над «своими» случайными величинами, но не знают этот результат для другого игрока и для отношения сумм в конвертах. Обозначим {\displaystyle g_{1}=\xi _{2}-\xi _{1}} — выигрыш первого игрока (в случае обмена), и соответственно {\displaystyle g_{2}=\xi _{1}-\xi _{2}} — выигрыш второго игрока. Тогда суммарный выигрыш {\displaystyle g_{1}+g_{2}=0}, и в частности {\displaystyle {\mathrm {M} }g_{1}+{\mathrm {M} }g_{2}=0}. В то же время:
{\displaystyle {\mathrm {M} }g_{2}={\mathrm {M} }(\xi _{2}\eta )-{\mathrm {M} }\xi _{2}\ {\stackrel {?}{=}}\ ({\mathrm {M} }\xi _{2}){\mathrm {M} }\eta -{\mathrm {M} }\xi _{2}={\frac {1}{4}}{\mathrm {M} }\xi _{2}},
где равенство с вопросом верно в случае если величины {\displaystyle \xi _{2}} и {\displaystyle \eta } не коррелируют (в частности, если они независимы). Аналогично,
{\displaystyle {\mathrm {M} }g_{1}={\mathrm {M} }(\xi _{1}/\eta )-{\mathrm {M} }\xi _{1}\ {\stackrel {?}{=}}\ ({\mathrm {M} }\xi _{1}){\mathrm {M} }(1/\eta )-{\mathrm {M} }\xi _{1}={\frac {1}{4}}{\mathrm {M} }\xi _{1}},
где равенство с вопросом верно в случае если величины {\displaystyle \xi _{1}} и {\displaystyle 1/\eta } не коррелируют (в частности, если {\displaystyle \xi _{1}} и {\displaystyle \eta } независимы).
В случае «наивного» восприятия игрок считает величину {\displaystyle \eta } и «свою» величину ({\displaystyle \xi _{1}} или {\displaystyle \xi _{2}}) независимыми, то есть несмотря на испытание, полагает апостериорное распределение {\displaystyle \eta } совпадающим с априорным. Возможно, один из них прав, тогда одно из равенств с вопросом верно. Но оба равенства верны быть не могут, так как в этом случае получилось бы {\displaystyle {\mathrm {M} }g_{1}+{\mathrm {M} }g_{2}={\mathrm {M} }\xi _{1}/4+{\mathrm {M} }\xi _{2}/4>0}.
Таким образом, возможно, что один из игроков прав, считая обмен выгодным для себя — например, это верно если сумма в его конверте и отношение сумм в конвертах независимы (или хотя бы не коррелируют). Но для обоих сразу это невозможно, так что противоречия нет.
Например, в формулировке Нейлбуфа величины {\displaystyle \xi _{1}} и {\displaystyle \eta } как раз независимы (а потому {\displaystyle \xi _{1}} и {\displaystyle 1/\eta } не коррелируют), потому что монета бросается и выпадает независимо от суммы в конверте Али. Таким образом, обмен ему выгоден. Но он ровно настолько же невыгоден Бабе. Если Баба соглашается на обмен, то либо потому что не может понять невыгодность для него такого сценария, либо потому что введен в заблуждение организаторами игры.
Кажущаяся парадоксальность (неочевидность) всей этой ситуации может быть устранена пониманием того, что деньги циркулируют не только в конвертах двух игроков, а ещё и у организаторов (спонсоров) игры. То есть игроков на самом деле трое. Вышеизложенные соображения о равенстве бесконечности (невозможности равновероятности всех исходов) тогда формулируются в терминах того, являются спонсоры бесконечно богатыми, или их капитал ограничен. В первом случае противоречия нет, и интуитивное соображение игроков о выгодности обмена в чём-то верно — их общий доход берётся у бесконечно богатого спонсора. Во втором случае невозможна равновероятность всех сумм в конвертах, так как интеграл должен сходиться. Значит, наблюдение в конверте некой суммы, вообще говоря, как-то влияет на вероятность отношения сумм в конвертах.